# Hakan Özoğuz
Hakan Özoğuz (Istanbul, 14 ottobre 1976) è un chitarrista turco.
È il chitarrista del gruppo musicale turco ska punk Athena. Hakan compone, assieme al fratello gemello Gökhan, voce principale, il duo fisso del gruppo sin dalla sua fondazione.